# Fernand Arloing
Fernand Arloing, né le 28 février 1876 à Toulouse (Haute-Garonne) et mort le 9 septembre 1944 à Lyon (Rhône) est un bactériologiste et professeur de médecine français. 
Fernand Arloing est le fils du vétérinaire Saturnin Arloing. 

## Biographie
Après des études de médecine à Lyon, et au terme de sa thèse en 1902, Fernand Arloing se détourne d'une carrière hospitalière pour se consacrer à la recherche en bactériologie. Cette jeune discipline au début du XXe siècle n’est intégrée au cursus médical qu’à partir de 1907 dans le sillage des « pasteuriens ». En effet, les travaux de Louis Pasteur (1822-1895) et de Robert Koch (1843-1910) ont ouvert à la fin du XIXe siècle la voie de l’étude des bactéries et Fernand Arloing se consacre à l'étude des espèces microbiennes et à leur implication dans les maladies infectieuses. Il étudie par exemple les bienfaits de la vaccination préventive et s’est particulièrement illustré par ses travaux sur la bacille de Koch responsable de la tuberculose. Il exerce en parallèle au dispensaire antituberculeux en tant que médecin et intervient en tant qu’inspecteur adjoint de l’Hygiène Publique en 1917, pour enrayer une épidémie de petite vérole. Les préoccupations et engagements de Fernand Arloing s’inscrivent profondément dans les problématiques médicales et sociales du tournant du XXe siècle. Fernand Arloing a également participé à l'élaboration de l'oxyferriscorbone pour le traitement des ulcères, aux côtés des Dr Morel et Josserand. 
Alors qu’il est atteint d’un cancer qui le laisse très diminué, l’explosion des ponts au début du mois de septembre 1944 ravage son appartement quai Tilsitt, dans le 2ème arrondissement. Il meurt quelques jours plus tard, à l'âge de 68 ans.

## Distinctions
Il reçoit en 1921 le titre de Chevalier de la Légion d’honneur pour ses nombreux travaux dans le champ de la bactériologie. Il est élu membre de l’Académie des sciences, belles-lettres et arts de Lyon le 5 décembre 1922, dans la section 3 (Sciences) au fauteuil n°3, cédé par le médecin Joseph Teissier (1851-1926), passé à l’éméritat. 
Il est également Officier de la Couronne d'Italie, Chevalier de l'Ordre de Léopold et Chevalier du Nichan Iftikar (Tunisie). 

## Fernand Arloing et la photographie
Dans le rapport qu'il présente pour la candidature de Fernand Arloing à l'Académie des Sciences, Belles-Lettres et Arts de Lyon, le Dr Jean Audry vante les mérites scientifiques de ce dernier, sans manquer de distinguer ses qualités d'intellectuel et d'amateur d'art :
Le Dr. Arloing joint aux qualités de l’homme de sciences, celles d’un fin lettré, qui a écrit sur la Peste des Géorgiques, et celles d’un esprit ouvert toutes les jouissances de l’Art
Passionné par la photographie depuis toujours, il réalise dans un cadre familial et intime plus de 2000 clichés, autochromes, plaques stéréoscopiques et tirages souples. Ces vingt années de photographie regroupent de nombreux portraits, souvenirs de voyages en Algérie, en Egypte, en Tunisie, mais aussi des vues de la campagne lyonnaise, dans le Beaujolais ou encore à Vénissieux ou à St-Fons. 
La production photographique de Fernand Arloing couvre, selon sa nièce Marthe Leblond-Boutmy, une période comprise entre 1903 et 1925. 
La photographie est une activité qui accompagne la vie de la famille, notamment à l'occasion des vacances. Fernand Arloing installe son laboratoire de photographie dans la maison de campagne familiale à Cogny dans le Rhône. Marthe Leblond-Boutmy, sa nièce, lègue en 1978 l’ensemble des photographies de Fernand Arloing à la Fondation nationale de la Photographie, puis à la Bibliothèque Municipale de Lyon. 
Malgré des connexions avec des personnalités qui pratiquent la photographie dans des sociétés d'amateurs, comme le Dr Pierre-Elisée Grange (1878-?) qui anime la Société Photographique de Lyon, la pratique singulière de Fernand Arloing s'épanouit hors des cercles de sociabilités des amateurs de photographie, qui se regroupent à la même époque dans des clubs. 
Utilisateur brillant de la plaque Autochrome, premier procédé capable de retranscrire les couleurs naturelles sur plaque de verre, Fernand Arloing manie avec une grande dextérité ce médium dont la particularité réside dans l'apparition de grains colorés sur la plaque de verre, qui l'ont souvent rapproché de la peinture impressionniste. 
S'il présente tous les traits de l'amateur de photographie par une relative banalité des sujets, Fernand Arloing excelle - à rebours des thèmes récurrents des paysages et des vues de ville - dans l'art du portrait, auquel il parvient à insuffler une véritable sensibilité esthétique et artistique. Ces images, réalisés sans ambition d'exposition, offrent aussi un précieux témoignage de la culture visuelle d'un érudit au début du XXe siècle, imprégnée d'images d'un corpus traditionnel d'œuvres d'art, mais aussi des premières images à grande diffusion que sont notamment les cartes postales imprimées et colorisées. Les photographies de Fernand Arloing permettent également de questionner le gaze d'une moyenne bourgeoisie, classe qui compte de très nombreux amateurs de photographie, dans son intimité, ses lieux de vie, et esquissent déjà un usage de la photographie qui se répandra bientôt dans les foyers au cours du XXe siècle.